# Cantó de Gisors
El cantó de Gisors és un cantó francès del departament de l'Eure, situat al districte de Les Andelys. Té 18 municipis i el cap es Gisors.

## Municipis
- Amécourt
- Authevernes
- Bazincourt-sur-Epte
- Bernouville
- Bézu-Saint-Éloi
- Bouchevilliers
- Dangu
- Gisors
- Guerny
- Hébécourt
- Mainneville
- Martagny
- Mesnil-sous-Vienne
- Neaufles-Saint-Martin
- Noyers
- Saint-Denis-le-Ferment
- Sancourt
- Vesly

## Història
| Data d'elecció                           | Identitat          | Partit           | Qualitat |
| ---------------------------------------- | ------------------ | ---------------- | -------- |
| 1925-1940                                | Albert Forcinal    | PRS              |          |
| 1951-1958                                | Raymond Marchandin | Radical          |          |
| 1958-1976                                | Albert Forcinal    | RGR, després PSU |          |
| 1976-                                    | Marcel Larmanou    | PCF              |          |
| les dades anteriors no són pas conegudes |                    |                  |          |
|                                          |                    |                  |          |

## Demografia
| A partir de 1990: Població sense dobles comptes |